# Boss Baby: Afaceri de familie
Boss Baby: Afaceri de familie (engleză The Boss Baby: Family Business, numit și Boss Baby 2) este un film 3D de animație și comedie din 2021 produs de DreamWorks Animation și distribuit de Universal Pictures. Este continuarea filmului din 2017 The Boss Baby: Cine-i șef acasă?.

## Distribuție
- Alec Baldwin - Ted Templeton Jr. / Boss Baby
- James Marsden - Tim Templeton
- Amy Sedaris - Tina Templeton
- Ariana Greenblatt - Tabitha Templeton
- Jeff Goldblum - Dr. Erwin Armstrong
- Eva Longoria - Carol Templeton
- Jimmy Kimmel - Ted Templeton Sr.
- Lisa Kudrow - Janice Templeton
- James McGrath - Wizzie, Tim's[5]